# Замлине (Малопольське воєводство)
Замлине (пол. Zamłynie) — село в Польщі, у гміні Скала Краківського повіту Малопольського воєводства.
Населення — 134 особи (2011).
У 1975-1998 роках село належало до Краківського воєводства.

## Демографія
Демографічна структура станом на 31 березня 2011 року:
|          | Загалом | Допрацездатний вік | Працездатний вік | Постпрацездатний вік |
| -------- | ------- | ------------------ | ---------------- | -------------------- |
| Чоловіки | 59      | 8                  | 44               | 7                    |
| Жінки    | 75      | 13                 | 40               | 22                   |
| Разом    | 134     | 21                 | 84               | 29                   |